# Illa Foca
L'illa Foca és una illa de l'Oceà Pacífic situada al nord de la regió peruana de Piura. L'illa es troba dins de l'àrea de convergència del Corrent Humboldt i el Corrent Equatorial, amb la presència d'espècies marines d'aigües temperades i fredes a causa d'aquest fenomen.